# Vietnams historia
Vietnams historia har under större delen präglats av relationen till grannen i norr, Kina. Under 1000 år tillhörde norra Vietnam Kina men efter år 938 blev landet självständigt och kom att expandera söderut främst på bekostnad av Champariket. På 1800-talet koloniserades landet av Frankrike för att under andra världskriget bli ockuperat av Japan. Därpå följde befrielsekriget mot Frankrike och landet delades. USA ökade närvaron i landet och Vietnamkriget kom att innebära stora förluster i människoliv för Vietnam. Efter kriget enades landet och Ho Chi Minh blev statschef. Efter försök med planekonomi på 1970- och 1980-talet så reformerades ekonomin i marknadsekonomisk riktning. I början av 2000-talet är den vietnamesiska tillväxten en av de högsta i världen.

## Äldre historia
I det område som idag är norra Vietnam har man hittat rester efter bofasta samhällen som är från 5000 f.Kr. och redan då hade antagligen befolkningen tama hundar och grisar. 2000 f.Kr. existerade Phung Nguyenkulturen där risodling förekom. Bronsåldern började antagligen mellan 1500 f.Kr. och 1000 f.Kr., de främsta fyndplatserna finns i norra och södra Vietnam. Dong Sonkulturen producerade bronstrummor utsmyckade med figurer som spreds även utanför kulturens kärnområde. Riket Âu Lạc grundas av utvandrare från södra Kina men erövrades senare av Zhao Tuo. När Zhao Tuo dog 136 f.Kr. så pressades hans efterträdare av den expanderande Handynastin som erövrade södra Kina och även norra Vietnam.

## Kinesiskt styre
År 111 f.Kr. erövrades norra Vietnam av kinesiska arméer från handynastin. Under de kommande 1000 åren kom denna del av Vietnam att tillhöra Kina. Till en början så medförde detta inga större förändringar men allt eftersom började kineserna att mer direkt ta över styret av norra Vietnam och implementerade sina egna seder och sin egen kultur. I tider då Kina försvagades av inre oroligheter gjordes försök från vietnamesernas sida att bli självständiga. Det ledde dock bara till kortlivade perioder av självstyre.

## Ngodynastin
Ngô Quyền lyckades år 938 besegrade en kinesisk armé i slaget vid Bach Dang-floden och förklarade landet självständigt. Under Ngô Quyềns styre flyttades huvudstaden till Co Loa. Ngô Quyền dog redan 944 och en över 20 år lång period av inbördeskrig bröt ut. Ngô Quyềns yngste son dog 963 i strid mot några upproriska byar och först när en av krigsherrarna lyckades besegra de andra så enades landet.

## Dinhdynastin
Oroligheterna tog slut först när Đinh Bộ Lĩnh hade besegrat de andra krigsherrarna och utropade sig själv till kejsare av Dai Co Viet (Đại Cồ Việt) 965. Huvudstaden förlades till Hoa Lu (Hoa Lư, dagens Ninh Bình söder om Hanoi). Därmed började Dinh-dynastin. När Dinh Bo Linh mördades så tog officiellt hans son över titeln som kung men den som egentligen styrde var överbefälhavaren Lê Hoàn som kom att grunda tidigare Ledynastin.

## Tidigare Ledynastin
Den kinesiska Song-dynastin såg nu sin möjlighet och invaderade Vietnam men blev slutligen besegrad igen vid Bach Dang-floden 968. Därefter normaliserades relationerna mellan Vietnam och Kina. 982 fängslade kungen av Champa några diplomater från Vietnam vilket ledde till en militär sammandrabbning. Resultatet blev att Champas huvudstad plundrades och detta kom att utgöra en vändpunkt för Champa som tidigare hade varit på frammarsch. Lê Hoàns son tog över efter fadern 1005 men söp ihjäl sig 4 år senare.

## Lydynastin

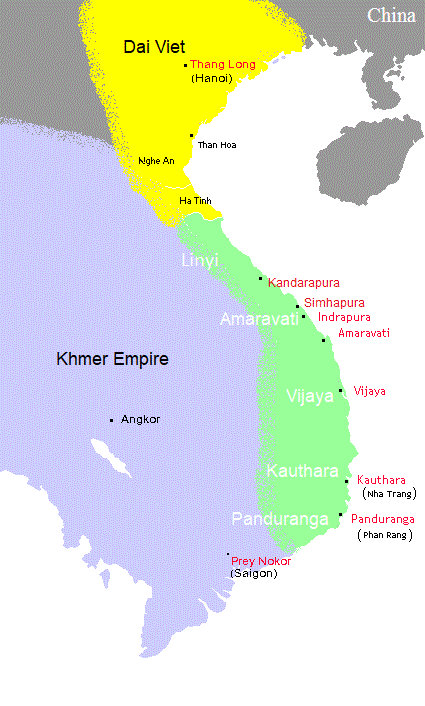
Karta över Vietnam, då kallat Dai Viet, omkring år 1100. Dai Viet i gult, Champariket i grönt och Khmerriket färgat i blått.

Lý Thái Tổ hade uppfostrats i ett tempel och hade jobbat sig upp inom den kungliga administrationen. Efter Le Hoans död utropade han sig till kung. Lý Thái Tổ ändrade landets namn till Đại Việt och flyttade huvudstaden till dagens Hanoi, då kallat Thăng Long. Lý-dynastin slutar med att en företagsam tjänsteman vid namn Trần Thủ Độ får den dåvarande kejsaren (som hade blivit galen) av bli buddhistmunk och abdikera och som gifter sin brorson Trần Cảnh med den förre kungens dotter. Därmed börjar Tran-dynastin.

## Trandynastin
Trần Thủ Độ styrde bakom kulisserna fram till sin död 1264. Man genomförde en centralisering av makten för att effektivisera indrivning av skatter och utskrivning till militärtjänst. Flera mongoliska invasioner genomfördes (1257, 1285 och 1287) och slutade med att Vietnam beslöt att betala tribut till grannen i norr. 1343 drabbades landet av översvämning, torka och epidemier och Trandynastin försvagades. Champariket växte sig tillfälligt starkare och lyckades nå tillfälliga framgångar som bland annat resulterade i att Thăng Long plundrades.

## Hodynastin
Hồ Quý Ly avsätter den siste Trankejsaren 1400 och grundar Hodynastin som kom att vara i bara sju år. Under dessa sju år genomfördes många förbättringar, men förändringarna var inte alla till belåtenhet. Den kinesiska Mingdynastin understödde ett uppror mot Hồ Quý Ly som han lätt slog ned men den kinesiske kejsaren såg detta som en förevändning för att intervera och ockuperade landet och tog Hồ Quý Ly tillfånga. Det kinesiska styret innebar utsugning av befolkningen och ledde till ett stort missnöje som ledde fram till nya revolter.

## Senare Ledynastin
Le Loi leder Lan Son upproret mot kineserna och kastar slutligen ut dem 1428. Hans efterföljare genomförde tillfälliga erövringar i Laos och nuvarande Thailand. 1471 invaderade kejsaren Lê Thánh Tông Champariket vilket innebar att halva Champa införlivades med Vietnam medan resten fortsatte existera under Vietnamesisk överhöghet. Detta innebar slutet för Champariket som stormakt och erövrade områden koloniserades av vietnameser. Befolkningen i Champa kom antingen att flytta till andra delar av Sydostasien eller levde kvar inom Champarikets forna gränser. Idag är de en av Vietnams många minoriteter. En ny administrativ uppdelning av landet i 13 provinser och 8 000 bykommuner införs. Lê Thánh Tông introducerade även den konfucistiskt inspirerade lagsamlingen Hung Doc som kom att gälla ända fram till 1800-talet. Den gav bland annat döttrar lika arvsrätt som män vilket skiljde sig stort från kvinnosynen det konfucistiska i Kina. Monarkerna av Ledynastin som regerade vid början av 1500-talet saknade intresse för att styra landet och bondeuppror bröt ut. I kaoset som följdes lyckades mandarinen Mạc Dang Dong, senare Mạc Thái Tổ, ta makten.

## Macdynastin
Yngre Le-dynastin slutade 1527 när generalen Mạc Thái Tổ tog makten och överlät den senare till sin son. En tjänsteman från Le-dynastin, Nguyễn Kim, startade ett uppror mot Mạc Thái Tổ. Nguyễn Kim blev lönnmördad 1545 men hans son Trịnh Kiểm lyckades slutligen sätta punkt för Mac-dynastin 1592, även om en liten del av Vietnam under mer än 70 år kom att kontrolleras av medlemmar av denna dynasti. Under Macdynastin utvecklades tillverkning av porslin i Vietnam och den första delen av 1500-talet kom att innebära stabilitet för landet medan under andra halvan drabbades befolkningen hårt av de interna striderna.

## Familjerna Trinh i norr och Nguyen i söder
Trinh Khiems bror Nguyễn Hoàng bad om och fick också tillåtelse att styra över de södra delarna av landet, det som tidigare var Champariket. Han sände pengar och soldater till norr för att delta i kriget mot resterna av Mac-dynastin längst i norr. 1600 beslutade han sig för att göra södra Vietnam till ett självständigt land och förlade huvudstaden Phu Xuan (Phú Xuân) nära dagens Huế. Nguyễn Hoàng efterträddes 1613 av sin son Nguyễn Phúc Nguyên. I norr tog Trinh Khiems son Trịnh Tùng över styret och ersattes när han dog år 1623 av sin son Trịnh Tráng som beordrade Phúc Nguyên av förena sitt land med norra Vietnam. Phúc nekade och 1627 sände Trịnh Tráng sina trupper söderut vilket innebar början på Trịnh-Nguyễn kriget.

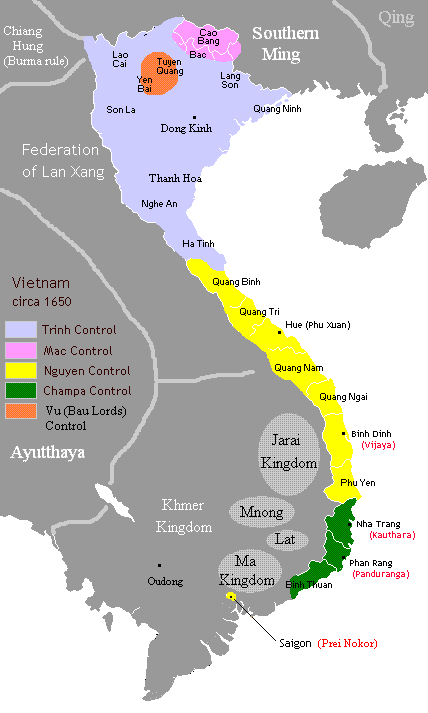
Vietnam 1640 kontrollerat av Trịnh, Nguyễn, Mac, och Champa.

Under större delen av kriget var Trịnh på offensiven men lyckades aldrig inta huvudstaden Phú Xuân i söder. Trịnh Tạc blev ny ledare i norr och efter en sista offensiv 1672 slöts ett avtal med ledaren i söder, Nguyễn Phúc Tân, att landet skulle delas i två delar. Denna uppdelning kom att vara i hundra år.

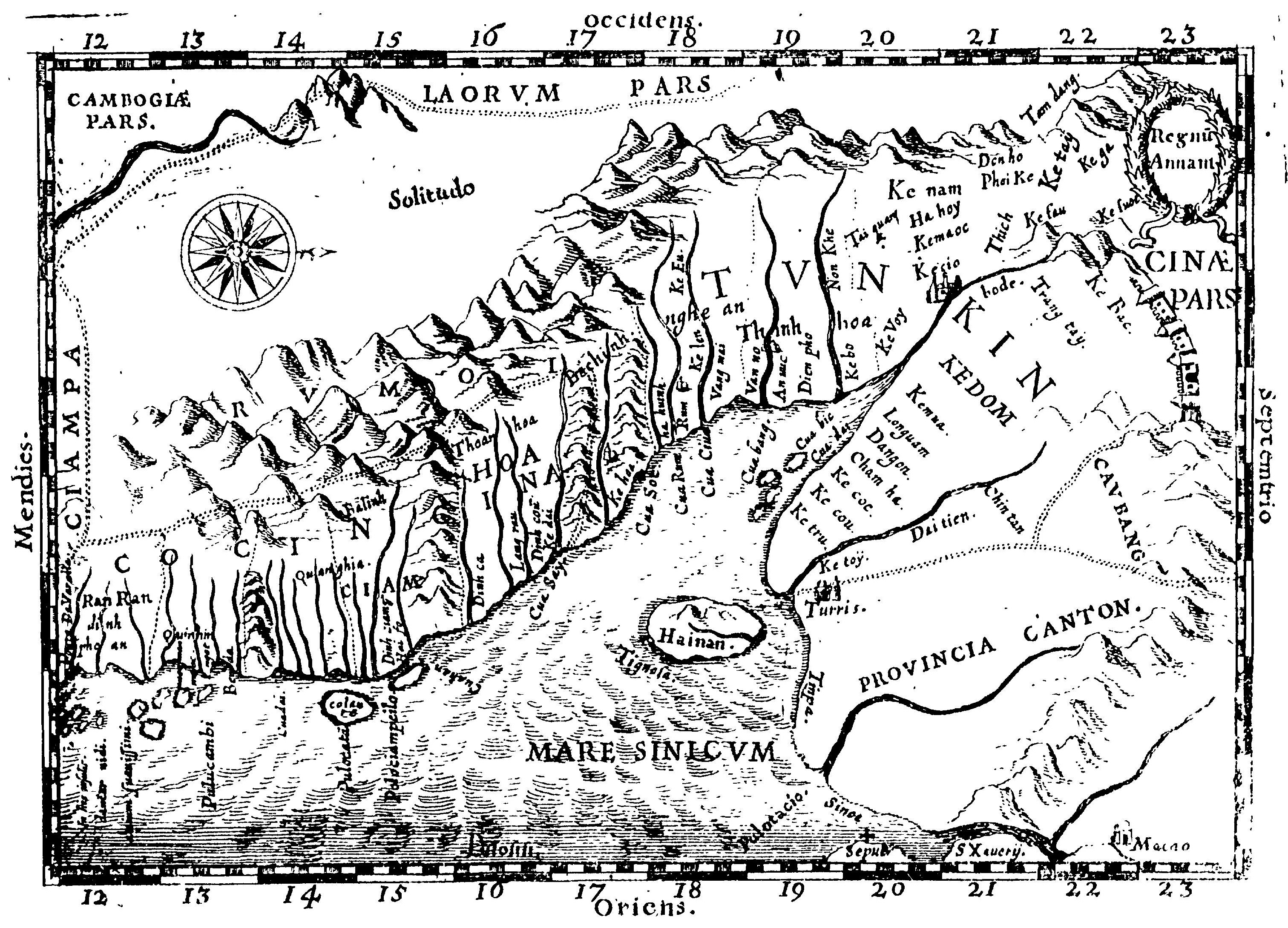
En av de tidigaste västerländska kartor över Vietnam ritade 1651. Norr är åt höger.

Ledarna i södra Vietnam fortsatte sin expansion söderut mot Khmerriket och expanderade sitt område i Mekongdeltat. Efter erövringarna koloniserades områdena och ursprungsbefolkningen är idag minoritetsfolk.
1771 bröt Tây Sơn-upproret ut mot Nguyễn-ledarna. Upproret blev framgångsrikt och större delen av den kungliga familjen dödades. Nguyễn Ánh var en prins som överlevde och sökte hjälp av kungen av Siam. Han återvände med siamesiska trupper men blev besegrad vid Rạch Gầm och Xoài Mút. I norr startade Tây Sơn under eldning av Nguyễn Huệ en kampanj mot Trịnh-ledarna 1786 som besegrades på grund av att Trịnhs trupper vägrade slåss mot upprorsledarna och kejsaren begick självmord. En medlem av kungliga familjen sökte stöd från kejsaren av Qingdynastin och en stor kinesisk armé tågade mot Nguyễn Huệ som han utanför Hanoi lyckades besegra.

## Nguyendynastin
En överlevande prins från södra Vietnam lyckades med hjälp av franska trupper erövra de båda huvudstäderna och utropade sig själv till kung över hela Vietnam under namnet Gia Long. Detta blev början på Nguyễndynastin som varade mellan 1802 och 1945. Dynastin präglades av ett allt större franskt inflytande och kristna missionärer som började sprida katolicismen. De vietnamesiska kungarna uppskattade inte missionärernas verksamhet och de blev ofta utsatta för förföljelse, något som Frankrike senare tog som förevändning för fransmännen att stärka sitt grepp om landet. Den sista kungen som kunde styra självständigt var Tự Đức, den kris som följde på hans död ledde till att senare kungar kom att vara marionetter för fransmännen.

## Kolonialtiden

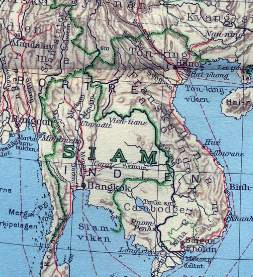
Sydostasien under kolonialtiden.

Den första franska expeditionen nådde Vietnam år 1601 och introducerade katolicismen till landet och byggde upp handeln. Den franske prösten Alexandre de Rhodes kom till landet 1626 och skulle introducera ett vietnamesiskt skriftspråk som var baserat på vietnamesiska istället för det äldre kinesiska skriftspråket. Vietnam koloniserades tillsammans med resten av Franska Indokina av Frankrike på 1800-talet. Franska bolag etablerade stora plantage i Vietnam, bland annat för utvinning av latex. 
Vichyregimen lät från 1940 Japan utnyttja Vietnam militärt. I mars 1945 ockuperades Vietnam av japanerna inför en rädsla att de franska trupperna där skulle understödja en befarad amerikansk invasion av landet. En lydregim under Annams kejsare Bao Dai inrättades.
Redan i augusti 1945 kollapsade denna regim, och Vietminh, ett parti bestående av kommunister såväl som nationalister, bildade en regering i Hanoi under ledning av kommunistledaren Ho Chi Minh. 2 september 1945 utropades Demokratiska Republiken Vietnam. Kort därpå anlände trupper från den kinesiska Kuomintangregeringen och ockuperade då norra Vietnam, men gjorde ingenting för att stoppa kommunistregeringen. I söder ockuperades landet av britterna, som lät fransmännen landsätta trupper för att återta kontrollen över Vietnam. Under våren och sommaren 1946 fördes förhandlingar mellan Demokratiska Republiken Vietnam och Frankrike. Sedan de kinesiska trupperna dragit sig tillbaka från norra Vietnam utbröt konflikten på nytt.

## Indokinakriget
Ett avtal undertecknades av Vietminh och fransmännen men Indokinakriget bröt snart ut beroende på en tvist om huruvida Cochinkina, sydligaste delen av Vietnam, skulle ingå i den fria stat som Vietminh skulle få bilda inom ramen för en indokinesisk federation, tillhörig det franska samväldet.
I januari 1950 erkändes Demokratiska Republiken Vietnam av det sedan 1949 kommunistiska Kina och erhöll ett massivt militärt stöd. 1949 hade Bao Dai övertalats att återvända till Vietnam för att återupprätta en kontrarevolutionär stat med Saigon som huvudstad. Den erkändes 1950 av Västmakterna.
Kriget kom att fortgå till 1954, när fransmännen drog sig ur Vietnam efter att ha förlorat slaget vid Dien Bien Phu. Vid krigsstilleståndet drogs en demarkationslinje längs 17:e breddgraden, med kommunisterna i kontroll i norr och den annamitiske kejsaren Bao Dai, som återinsatts 1949 av fransmännen som landets marionetthärskare, i söder.

## Självständigheten
USA hade redan tidigare kraftigt understött fransmännen och Bao Dai, och stödet fortsatte efter krigsstilleståndet. Genom en folkomröstning i söder avskaffades kejsardömet och Ngo Dinh Diem tog över som president. Under tiden erhöll kommunisterna i norr stöd från Sovjetunionen och Kina, vilket bidrog till att de allmänna val för hela landet som planerats till 1956 aldrig kom att hållas. Kommunisterna gav också starkt stöd till Viet Cong/FNL för att rörelsen skulle destabilisera regimen i söder. Viet Cong erövrade allt större delar av det sydvietnamesiska territoriet.

## Vietnamkriget
Vietnamkriget (1959–1975) var en väpnad konflikt mellan Nord- och Sydvietnam samt USA som slutade med nordvietnamesisk seger och landets förening under kommunistiskt styre. Konflikten hade sin bakgrund i Indokinakriget 1946–1954, som ledde till Vietnams självständighet och delning längs sjuttonde breddgraden. Nordvietnam stod under ledning av Ho Chi Minh och i Sydvietnam blev Ngo Dinh Diem president år 1955.
Under Vietnamkriget erhöll Nordvietnam stöd från Sovjetunionen och Kina, medan Sydvietnam stöddes av USA. Från det att president Kennedy tillträdde i USA i början av 1961 ökades det amerikanska stödet, och den amerikanska militära närvaron i Sydvietnam. De kommunistiska framgångarna ledde i slutet av 1963 till en militärkupp i söder, där president Diem mördades och 1965 efterträddes av general Nguyen Van Thieu.
Från mitten av 1960-talet hade USA en omfattande militär närvaro i Sydvietnam, som dock trappades ner från 1969. Så sent som 1972 genomfördes långvariga och intensiva luftbombningar av amerikanska flygvapnet. Den minskade amerikanska närvaron satte press på Sydvietnam, eftersom stödet från Sovjetunionen och Kina fortsatte att stärka den nordvietnamesiska sidan. En nordvietnamesisk offensiv i början av 1975 tvingade den sydvietnamesiska regimen att ge upp. Fler bomber fälldes av USA över hela landet än USA överhuvudtaget fällde under andra världskriget, vilket lämnade stora delar av Vietnam förött efter krigets slut.

## Socialistisk Republik
1978-79 flydde hundratusentals vietnamesiska båtflyktingar från Vietnam. 1979 invaderade Vietnam grannlandet Kambodja efter att Röda Khmererna gjort räder in på vietnamesiskt territorium och störtade därmed tyrannen Pol Pot, för att istället insätta en vietnamesisk lydregim. Detta tillsammans med Vietnams allt närmare samarbete med Sovjetunionen ledde till en konflikt mellan Vietnam och Kina, som stödde Pol Pot. Ett gränskrig utkämpades samma år mellan Kina och Vietnam, där vietnameserna var starkare trots Kinas numerära överlägsenhet.

## Modernisering
Vietnam blev efter Vietnamkriget isolerat från omvärlden och när landet avsatte den av FN erkända regimen i Kambodja var isoleringen total. Den planekonomiska politiken hade lett till låg produktion av spannmål samtidigt som industrin fungerade dåligt. I början av 1980-talet genomfördes vissa förändringar av jordbrukspolitiken som gav bönderna möjlighet att själva tjäna pengar på det de producerade och efter redan några år hade risproduktionen ökat dramatiskt. En allmän förändring av den ekonomiska politiken genomfördes efter kinesiskt mönster under namnet Doi Moi 1986. 
Genom att dra bort sin armé från Kambodja förbättrade Vietnam relationerna till Kina och 1989 började länderna föra samtal. I USA var fortfarande frågan om eventuella amerikanska krigsfångar känslig, eftersom många amerikanska krigsveteraner och anhöriga till försvunna hävdade att amerikanska soldater fortfarande hölls fångna, vilket dock aldrig har bevisats. Den vietnamesiska regeringen visade en ökad samarbetsvillighet i att spåra upp kvarlevorna av soldater som var saknade i strid och släppa alla som fortfarande satt i omskolningsläger.
Det förbättrade förhållandet till USA ledde till att det amerikanska handelsembargot lyftes 1994 och förhållandet till länder i regionen som hade ett nära band till USA blev också bättre. Ett år senare gick Vietnam med i ASEAN. Från 1990 har det varit möjligt för utlänningar att besöka Vietnam och turistströmmen växer kontinuerligt på grund av att landet inte är lika överexploaterat som till exempel Thailand och priserna fortfarande är mycket låga med västerländska mått. 
Regimen har upprättat Export Processing Zones där utländska företag kan investera till goda villkor. Den lilla men växande medelklassen i landet är en intressant marknad för multinationella företag och allt flera företag etablerar sig i Vietnam, främst i Ho Chi Minh-staden. Tillväxten har under 1990-talet och framåt ofta varit över eller omkring 10% vilket är i den absoluta världstoppen.